# Bessie Hendricks
Bessie Laurena Hendricks (* 7. November 1907 als Bessie Laurena Sharkey im Carroll County, Iowa; † 3. Januar 2023 in Lake City, Iowa) war eine US-amerikanische Supercentenarian und Altersrekordlerin. Nach dem Tod von Sofia Rojas am 30. Juli 2022 war sie für einige Zeit die älteste lebende Person in Amerika. Außerdem war sie zum Zeitpunkt ihres Todes der viertälteste lebende Mensch.

## Leben
Bessie Laurena Hendricks wurde am 7. November 1907 als Bessie Laurena Sharkey auf einer Farm im Carroll County in Iowa geboren. Ihr Vater war ein irischer Einwander und sie war die zweitjüngste von fünf Geschwistern. 1908 zog die Familie in eine neue Farm im Calhoun County (Iowa). Im Alter von 5 Jahren wurde Hendricks eingeschult. Außerhalb ihrer Schulzeit half sie ihrer Familie bei der Hausarbeit. Als Hendricks in die 7. Klasse kam, wurde ihre Schule aufgrund von einem Mangel an Schülern geschlossen. Daraufhin kam sie in eine neue Schule in Lake City, Iowa. Die Mutter von Hendricks erkrankte und starb schließlich am 2. Juli 1921, woraufhin Hendricks mehr Hausarbeiten übernehmen musste. Sie führte ihre Schulzeit dennoch fort, 1926 schloss sie die Schule dann auch ab. Daraufhin wurde sie Lehrerin und unterrichtete für die folgenden vier Jahre an lokalen Schulen.
Als Bruder von einem Freund lernte sie 1929 ihren zukünftigen Ehemann Paul Hendricks kennen. Diesen heiratete sie am 27. Juni 1930. Das Paar lebte für fast drei Jahre nach der Heirat in Rands (Iowa). Paul Hendricks arbeitete in einem Getreidespeicher und besaß zudem einen kleinen Laden. Zu dieser Zeit gebar Hendricks zwei Töchter: Shirley und Joan. Im März 1933 zog Hendricks mit ihrer Familie in eine Farm östlich von Lake City in Iowa. Außerdem gebar sie drei weitere Kinder: Roland, Glenda und Leon. Nachdem Hendricks und ihr Ehemann in den Ruhestand gangen, verkauften sie 1979 ihre Farm und zogen im Juli 1980 schließlich in ein Haus in Lake City. Am 25. Mai 1995 verwitwete Hendricks mit dem Tod ihres Ehemanns. In ihren alten Jahren war sie hauptsächlich in ihrer lokalen Kirche aktiv. Im Alter von 102 Jahren zog sie in ein Altenheim und lebte dort bis zu ihrem Tod.
Am 29. April 2022 wurde eine Facebook-Gruppe zu Ehren von Hendricks erstellt. Am 12. Juli 2022 übertraf Hendricks das erreichte Alter von Neva Morris und wurde somit zur ältesten jemals in Iowa geborenen Person. Als Sofia Rojas am 30. Juli 2022 starb, wurde Hendricks zudem zur ältesten lebenden Person in Amerika. Am 3. Januar 2023 verstarb Hendricks im Alter von 115 Jahren und 57 Tagen. Sie war zum Zeitpunkt ihres Todes die viertälteste lebende Person sowie die älteste lebende Amerikanerin. Nach ihrem Tod wurde Edith Ceccarelli zur ältesten lebenden Amerikanerin.
Ihr hohes Alter führte Hendricks auf ihre harte Arbeit und Genuss von Süßwaren zurück. Doch auch ihr Verzicht auf Ärzte soll laut ihr angeblich zu einem hohen Alter beigetragen haben.